# Harich
Pour l’article homonyme, voir Harich (Shirak).
Harich est un village de la commune néerlandaise de De Fryske Marren, situé dans la province de Frise.

## Géographie
Situé dans le sud-ouest de la Frise, Harich est limitrophe de Balk et Ruigahuizen à l'est, d'Oudemirdum au sud, de Rijs au sud-ouest, de Kolderwolde, Oudega et Elahuizen au nord-ouest, ainsi que d'Ypecolsga, appartenant à la commune de Súdwest-Fryslân, au nord-est.

## Histoire
Harich est un village de la commune de Gaasterlân-Sleat avant le 1er janvier 2014, date à laquelle celle-ci fusionne avec Lemsterland et Skarsterlân pour former la nouvelle commune de De Friese Meren, devenue De Fryske Marren en 2015.

## Démographie
Le 1er janvier 2018, le village comptait 475 habitants.